# Meringopus eurinus
Meringopus eurinus là một loài tò vò trong họ Ichneumonidae.